# Pinball Wizard
"Pinball Wizard" là sáng tác của Pete Townshend, được trình bày bởi ban nhạc rock The Who trong album rock opera của họ năm 1969, Tommy. Ấn bản đầu tiên của ca khúc được phát hành dưới dạng đĩa đơn, đạt vị trí số 4 tại UK Singles Chart ở Anh và số 19 tại Billboard Hot 100 ở Mỹ.
Mặt B của đĩa đơn "Pinball Wizard" là ca khúc không lời của Keith Moon mang tên "Dogs (Part Two)". Cho dù có nhan đề gần gũi, ca khúc trên lại không liên quan gì tới đĩa đơn năm 1968 tại Anh của ban nhạc có tên "Dogs".

## Thành phần tham gia sản xuất
- Pete Townshend – guitar acoustic và guitar điện, hát nền.
- Keith Moon – trống.
- Roger Daltrey – hát chính, sắc-xô.
- John Entwistle – bass, hát nền.

## Xếp hạng
| Bảng xếp hạng (1976) | Vị trí cao nhất |
| -------------------- | --------------- |
| UK                   | 7               |

| Bảng xếp hạng (1975) | Vị trí |
| -------------------- | ------ |
| WLS survey (Chicago) | 2      |